# East Putney (stanice metra v Londýně)
East Putney je stanice metra v Londýně, otevřená 3. června 1889. Autobusovou dopravu zajišťují linky 37 a 337. Stanice se nachází v přepravní zóně 3 a leží na lince:
- District Line mezi stanicemi Southfields a Putney Bridge.

| Rok  | Počet cestujících |
| ---- | ----------------- |
| 2011 | 4,93 mil          |
| 2012 | 5,33 mil          |
| 2013 | 5,65 mil          |
| 2014 | 6,14 mil          |